# Konrad Wirnhier
Konrad Wirnhier (Pfarrkirchen, 7 luglio 1937 – Tegernsee, 2 giugno 2002) è stato un tiratore a volo tedesco.

## Palmarès

### Olimpiadi
- 2 medaglie:
  - 1 oro (Monaco di Baviera 1972 nello skeet)
  - 1 bronzo (Città del Messico 1968 nello skeet)